# 分福茶釜

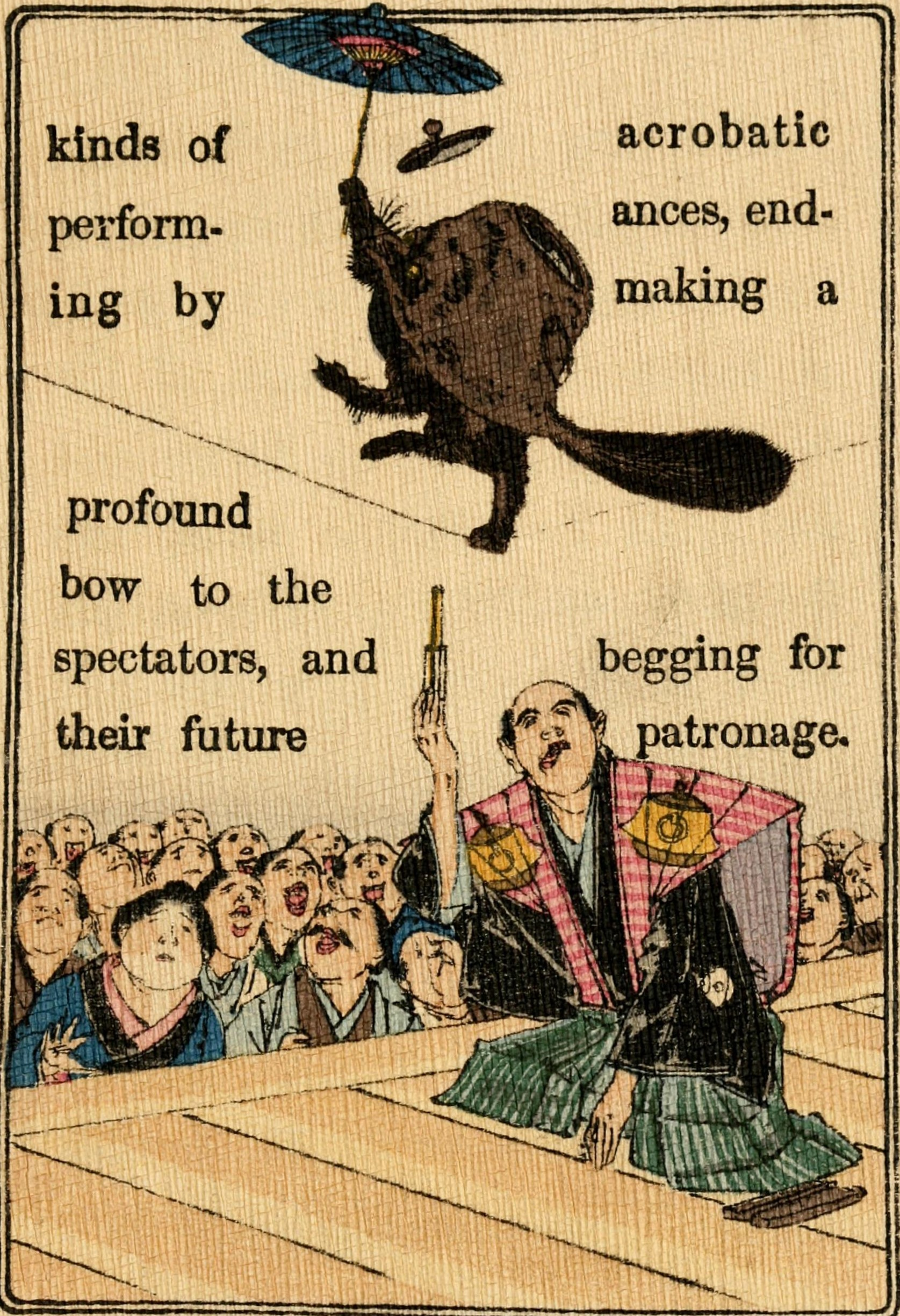
文福茶釜の綱渡り―ジェームス夫人英訳(1886年)

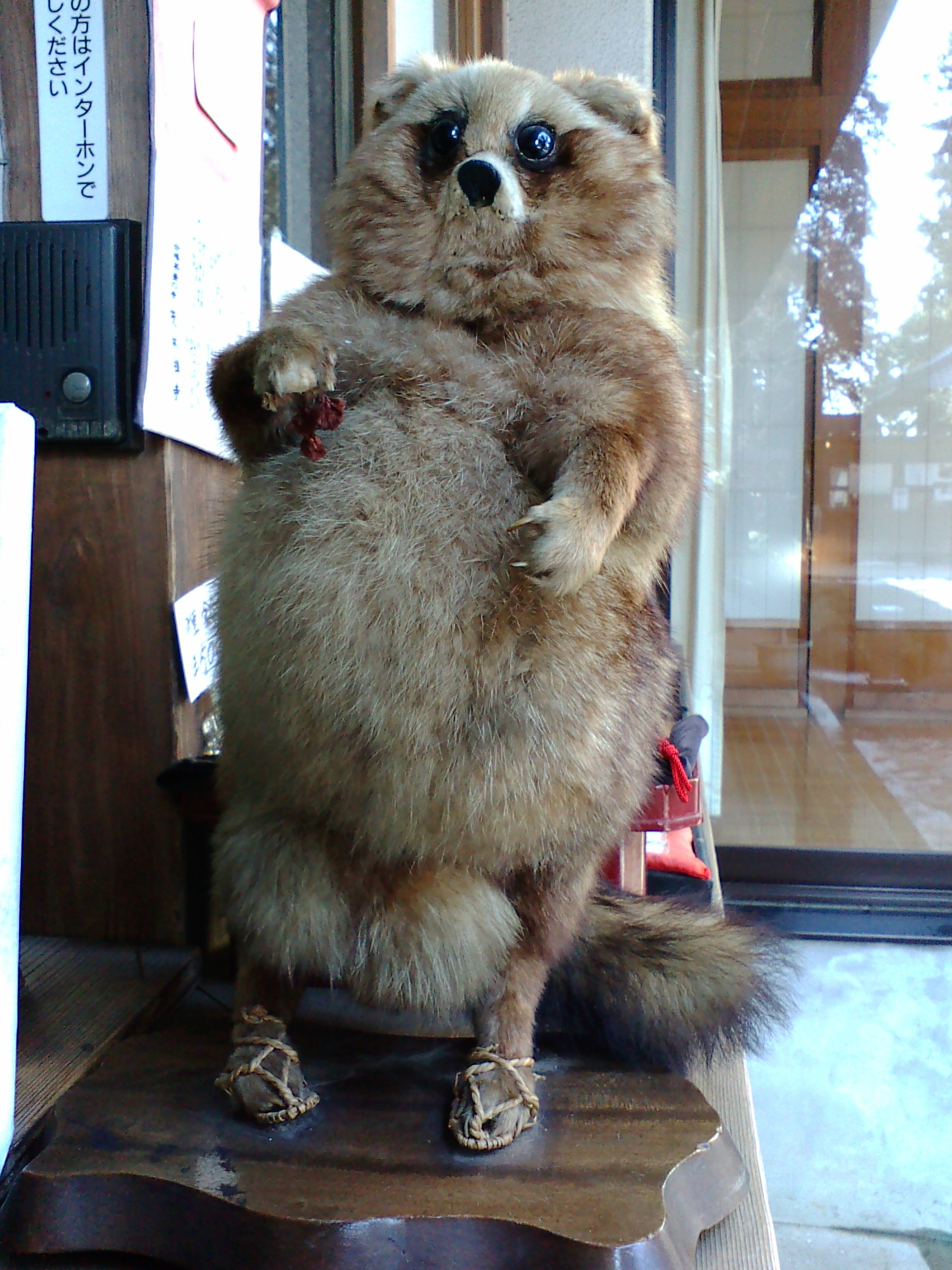
茂林寺の「はく製」の狸 (2008年8月撮影)

分福茶釜（ぶんぶくちゃがま、ぶんぷくちゃがま）は、日本中で語り継がれている、タヌキ（あるいはキツネ）が化けた茶釜の昔話（民話）、あるいはおとぎ話、童話。文福茶釜とも表記する。

## 概説
おとぎ話では、和尚が手放した茶釜（狸の化身で、頭・足・尻尾が生える）が、綱渡りなどの芸をし、これを見世物商売に屑屋が財を築き、茶釜を元の寺（茂林寺）に返還する。
茂林寺は群馬県館林市に実在する寺で、現在も文福茶釜を所蔵する。ただし寺の縁起は、狸の化けた釜とはせず、古狸（貉）の老僧守鶴愛用の「福を分ける」分福茶釜であるとする。千人の僧が集まる法会で茶をたてたが、一昼夜汲み続けても釜の湯はなくならなかったと記される。
狸や狐が茶釜に変化（）する昔話（民話）は、全国に分布する。人間に恩あるか言いくるめられて茶釜に化け、寺の和尚などに売りつけられるが正体が発覚する、という粗筋の類話群である。狸が芸をする要素（モチーフ）は民話例に少ない。民俗学・民話研究では、狐の恩返し系の動物の報恩譚が原形とされ、よって関敬吾『日本昔話大成』の分類である「文福茶釜」（238B型）と、「狐と博労」型、「狐遊女」型は、大まかに分類すれば同種とみなされている。
江戸時代の赤本では、また違った粗筋の滑稽話になっている。

## 語源
「分福」という名の由来については諸説ある。この茶釜には八つの功徳があり、「福を分ける茶釜」という意味から分福茶釜と呼ばれるようになったという説明や、沸騰する音の擬声語という説がある。
また「文武火の茶釜」とも表記されるが、文火は弱い火、武火は強い火を指す。同じ語釈は、鳥山石燕の『今昔百鬼拾遺』「茂林寺釜（）」の添え文でも述べられており、文武火の釜が正しい名であるとしている。

## おとぎ話版
巖谷小波のおとぎ話版『文福茶釜』によって広く人口に膾炙したという評もある。その要約は、次のようなものである：
上野国館林の茂林寺で、茶の湯が趣味である和尚さんが茶釜を買って寺に持ち帰る。和尚の居眠り中、茶釜は頭や尻尾、足をはやし、小坊主たちにみつかり騒動となるが最初和尚は信じない。しかし湯を沸かそうと茶釜を炉にかけると、足のはえた正体をあらわす。怪しい釜なので出入りの屑屋に売却。その夜、茶釜はみずから不思議な姿をあらわし、狸の化けた茶釜だと正体をあかし、文福茶釜と名乗る。狸は、寺での扱いをなじり（火にかけられたり、カンカン言わせて叩かれたり）、屑屋には箱にしまうでもなく丁重に養ってもらいたい、そのかわり軽業、踊りの芸を披露する、ともちかける。屑屋は見世物小屋を立ち上げ、茶釜大夫の曲にあわせた綱渡り芸は人気を博す。一財をなした屑屋は満足し、もうけの半分を布施とするとともに茶釜をもとの茂林寺に返還し、同寺の宝となった。
この、茶釜から顔や手足を出した狸の姿や、傘を持って綱渡りをする姿のイメージが、広範にそして甚だしく笑話化されて伝えられてしまっている。
場所（茂林寺）まで指定するのは、これが伝説から純粋な童話になりきっていないひとつの兆候だと志田義秀はしている。

### 近年での改変
見世物小屋が繁盛した後の結末が二つに分かれる
- 古道具屋がタヌキを元の姿に戻す方法を模索するが、タヌキは化けたままで居続けた疲れから病にかかり、古道具屋の看病も虚しく元に戻れないまま死んでしまう。悲しんだ古道具屋は茶釜を引き取った寺で和尚さんに全てを話してタヌキを供養してもらい、茶釜は寺の宝として安置される。
- タヌキはかつて和尚さんに食べ物を恵んでもらった恩があり、古道具屋が再び寺を訪れた際にその事を思い出した和尚さんと再会を喜んで寺で暮らすことになる。茶釜は毎日お供え物をもらい家宝になる。

## 寺社伝説

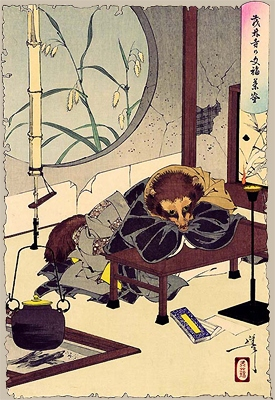
月岡芳年画『新形三十六怪撰』より「茂林寺の文福茶釜」。タヌキが僧に化けたという説に基いて描かれたもの。

茂林寺につたわる伝説などでは、文福茶釜の持ち主の正体が貉や狸であって、狸が茶釜に変身することはない。

### 茂林寺縁起
茂林寺の縁起等によると、応永年間の開山より代々の住職に161年仕えた老僧、守鶴が七世の住職月舟正初につかえたおりの千人法会のとき披露した無尽の茶釜が由来であり、その茶釜からいくら湯を汲んでも中の湯がなくならなかったことから、守鶴はその釜を福を分け与える「紫金銅分福茶釜」と命名した、とされる。その後十世の住職の時代、守鶴は貉（または狸）の姿を現してしまい、寺を去った。実際には羅漢の化現であったろうといわれた。
茂林寺に現存する伝・分福茶釜は、紫金銅製、容量1斗2升（21リットル強）、真形（）の茶釜である。周囲は4尺 (1.2 m)、重量3貫 (11.2 kg)、口径は8寸 (24 cm)で、元の蓋は逸失しており、現在は新たに作られた蓋があてがわれている。

茂林寺の茶釜については館林藩主松平清武の命で作成された享保11年（1726年）2月の什宝書付に以下の記述がある。　
一茶釜　世ニ伝フ茂林寺狢ノ茶釜ト云是ナリ、口ノ経リ八寸、腹ノ回リ四尺、金紫銅ノ鋳釜、蓋ハ同銅ニアラス、絃ハ銕也、当寺七世月舟和尚代千人法幢ノ節、衆僧ノ乞ニ随ツテ一夜ノ内ニ持シ来テ常用ニ備フ、然レトモ其来処ヲ語ラスト云
茂林寺が開帳の際に発行している「分福茶釜略縁起」はいくつか異本があり、含まれる要素もまちまちである。そのうち古いものは建前上は天正15年（1587年）とあるが、実際は元禄以降の版行ではないかと考察されている。19世紀頃の稿本は、『甲子夜話』巻三十五に所収された縁起と文章がまったく一致する。それらでは、守鶴が茂林寺で経た歳月は120余年となっており、霊鷲山で釈迦の説法を聞いたこともあり、齢は数千年に達し、日本に渡ってきてからも800年が経つとも明かしたとされる。書を能くしたが、書跡はほぼ残らず、直堂の札があるのみという。茶釜の茶で練って丸めた秘薬を守鶴が伝えたとも記される。
また、守鶴の役職は納所（）であったということが、「分福茶釜略縁起」にはないが『真書太閤記』等の記述にみつかる。
松浦静山著『甲子夜話』第一、巻三十五にも所収されているが、掲載される（漢籍の）文章は縁起と同じである。

### 高源寺
茂林寺の史料によれば守鶴は住職を務めてはいなかったが、高源寺（群馬県邑楽郡邑楽町の旧狸塚（むじなづか））の開山・和尚（つまりは住職）であり、狸の正体が発覚した時にこの釜を持って茂林寺に逃げたという言い伝えがあり、このとき蓋を落としていったとされる。
文福茶釜が、もともとは自分の寺にあったという伝承は、高源寺をふくめて群馬県の五つの寺にある。

## 江戸期の戯作
草双紙の赤本の例は幾つかあるが、似たような内容である。最古は延宝・天和（1680年頃）出版の赤小本『京東山ばけ狐』で、狐の物語である。
近藤清春の画による享保年間の赤本『ぶんぶくちゃがま』はその改作で、（一部の役割が）狐から狸に置き換わっている。あらすじは、京都の東山殿（慈照寺）の茶坊主で、ぶんぶくという名の者が、狐を捕らえて料理しようとする、窮した狐は茶釜に化けるが、火にかけられ「ぶんぶくちゃがまに尾が生えた」などと坊主たちにはやし立てられる。火傷を負った狐は貉に復讐を託す。貉は、事が発覚して裸で追放された四人の坊主たちを見つけ、巨大な陰嚢を広げて覆いかぶせて暖めるが、捕獲されて東山殿（足利義政）に献上される。
鱗形屋が版元の『ぶんぶく茶釜』（刊行年次不詳）も同様の内容で、ただし吸物（つまり狸汁）にされそうになった貉（狸）が自ら報復する話にすり替わっており、近藤清春の作品の改作と目されている。ここでは、茶坊主らがはやし立てる文句は「文福茶釜に毛が生えた」であるが、これは元禄頃から常套句となっているとされる。台詞として浄瑠璃（近松門左衛門作の『双生隅田川』（享保5年（1720年）初演）にも使われており、菊岡沾涼『本朝俗諺志』では釜でなく釜の持ち主に毛が生えたことをさす、と守鶴の伝説につじつまを合わせた説明をしている。

## 民話
関敬吾（『日本昔話集成』、『日本昔話大成』）では同類の昔話群を「 237B 文福茶釜」に分類している。構成内容は次のようなものである：
ある男が狐（狸）と助けた代償として、あるいは狐（狸）を騙して茶釜になりすまさせ、これを売却して金銭を得る。（売り先はたいがい和尚で、磨かれると茶釜は「痛い」といい、火にかけられると「熱い」といって踊りだす、と英文版では付け加えられている）。のち、茶釜は逃亡するか、もとの男の元に帰り、あるいは踊りの芸で金儲けをさせる。
このうち、小波版のおとぎ話のように、芸で金儲けをさせるモチーフがみられるのはきわめて少数派である。

### 狸と狐
関は、幾つか各地の民話例を『日本昔話大成』の本格昔話編で掲載している。そのうちくず屋の爺さんと狸の話（長野県下伊那郡の採集話）は、柳田國男により文福茶釜類型の典型例にも選択されている（『日本昔話名彙』）。
酷似するが狐が化ける話が、「化け茶釜」（岩手県紫波郡）である。男が代金として和尚から三両をせしめる、最後に茶釜が山に逃げ出すなどの詳細が両話に共通している。

#### 分類のあいまいさ
文福茶釜の類話群は、「狐遊女」型や「狐と博労」（馬喰）型とはっきり区別しにくく、おおまかにいえば「同種」であると柳田國男は指摘しており、関敬吾も同様のことを述べている（後述）。
それは例えば「狐遊女」のなかには、茶釜、馬、遊女の順に狐が化ける例もあるからである（「狐の報恩」、岩手県『上閉伊郡昔話集』）。柳田の推察では馬に化けるかたちがもっとも古く、次いで茶釜に化けるかたちができたとしている。
関敬吾の場合も、「文福茶釜」、「狐と博労」、「狐遊女」、「三人博労」などは、欧米民話学の「魔術師とその弟子」型（ATU分類 325）にあてはまるとしている。

#### 実践
榎本千賀の論文では「文福茶釜」の伝承として125点の昔話（民話）例を集計しているが、これは広義の意味で動物の茶釜変身譚をすべてカウントするので、「狐と博労」や「狐遊女」の話も含まれている。これらは東北から九州まで広く分布している。

### 柳田國男のさらなる分析
民俗学者の柳田國男はまた、基話の「狐の恩返し」を基にすれば、動物と人間との交渉（交流）を物語る昔話の根幹には〈動物援助〉の考えがあり、選ばれた人間に神の使いである鳥獣が富を与えるのだという。そこで動物の危機を救ってやり報恩を受けるのを見ると、動物が献身的に尽くす好意も理解できる。動物援助から動物報恩に移行する過渡的な様相を帯びた話といえる。

### その他地域の民話例
山形県米沢市南原横堀町の常慶院にも似た類種の伝説が伝わっているが、こちらも狸ではなくキツネが登場する。

## 翻案
- 東宝映画『喜劇 駅前茶釜』 - 本作をモチーフにした映画。